# Zaommomentedon
Zaommomentedon is een geslacht van vliesvleugeligen uit de familie Eulophidae. De wetenschappelijke naam van dit geslacht is voor het eerst geldig gepubliceerd in 1915 door Girault.

## Soorten
Het geslacht Zaommomentedon omvat de volgende soorten:
- Zaommomentedon brevipetiolatus Kamijo, 1990
- Zaommomentedon mandibularis Girault, 1915
- Zaommomentedon milletiae (Kerrich, 1969)
- Zaommomentedon nepticulae (Hedqvist, 1976)
- Zaommomentedon newbyi (Kerrich, 1969)